# Stanisław Pstrokoński
Stanisław Pstrokoński z Burzenina herbu Poraj (ur. ok. 1591, zm. 17 czerwca 1657 na Węgrzech) – biskup chełmski (przed 22 grudnia 1644 – 17 czerwca 1657), archidiakon kaliski, prepozyt płockiej kapituły katedralnej w latach 1644–1645, kanonik warszawski, opat komendatoryjny tyniecki, jezuita.

## Życiorys
Ojcem jego prawdopodobnie był magnat Zbigniew Pstrokoński herbu Poraj, a matką Barbara Gajewska.
Był krewnym biskupa włocławskiego Macieja Pstrokońskiego (ok. 1553–1609). Studiował w Akademii Krakowskiej, a następnie w Padwie.
Lata młodzieńcze spędził na dworze króla polskiego Zygmunta III Wazy, którego później został spowiednikiem. Początkowo zamierzał poświęcić się służbie zakonnej i dlatego wstąpił 7 września 1613 r. w Rzymie do jezuitów, gdzie ukończył studia i otrzymał święcenia kapłańskie. Studiował filozofię, matematykę i astronomię w Kaliszu 1615–1617. Był księdzem jezuitą w Poznaniu w 1622 r., gdzie studiował teologię (w l. 1619–1622). Został w tym mieście profesorem matematyki (w l. 1618–1619) i uczył w Kaliszu (w l. 1623–1625). Był misjonarzem w Lublinie (w l. 1626–1837), prefektem szkół oraz spowiednikiem ksieni benedyktynek w Sandomierzu (w l. 1627–1630).
Został spowiednikiem księcia, a następnie króla Władysława IV Wazy (w l. 1630–1648),
Na prośbę króla dyspensowany 6 marca 1644 r. w Wilnie od ślubów zakonnych przez papieża, stał się księdzem świeckim. Następnie został proboszczem płockim, kanonikiem warmińskim, archidiakonem kaliskim i opatem komendatoryjnym tynieckim. Został biskupem chełmskim, konsekrowany w Warszawie 19 marca 1645 r. Na dworze królewskim przebywali w tych czasach jezuici kaznodzieje królewscy: Sebastian Łajszczewski (1629–1835), Maciej Kazimierz Sarbiewski (1636–1639) i Stanisław Tomisławski (1641–1644), oraz Andrzej Bobola. Brał udział jako kapelan królewski wyprawie moskiewskiej Władysława IV, w l. 1633–1634, a z nim księża; Jakub Marquart, Sebastian Łajszczewski i Jerzy Leyer. Podpisał pacta conventa Jana II Kazimierza Wazy w 1648 roku.
Był hojny dla kościołów i ubogich. Żył w czasach najazdów kozackich, tatarskich, szwedzkich, węgierskich. Według jego relacji z 1653 r.; 54 kościoły parafialne zostały obrabowane, a dziesięć – w tym również chełmską katedrę – zniszczono lub spalono, 36 księży zginęło, a 40 zmarło podczas zarazy. W 1648 r. w diecezji chełmskiej działały tylko 2 zbory braci polskich i 5 ewangelickich (przestały istnieć przed 1764 r.). Działalność biskupa koncentrowała się głównie na akcji charytatywnej. Troszczył się on o rozwój szpitali i przytułków, o chorych i kalek, o bezdomnych i wszystkich tych, których oczekiwali na pomoc. Wspierał w miarę posiadanych środków ubogie kościoły i parafie.
W 1647 roku poświęcił zbudowany z własnych środków barokowy kościół w Burzeninie, przy którym planował założyć klasztor oo. Bernardynów. Był członkiem konfederacji generalnej zawiązanej 31 lipca 1648 roku. Uczestniczył w pracach parlamentu jako biskup chełmski w latach 1644–1657, W 1654 Stanisław Pstrokoński wysyłał do Krasnobrodu komisję, na czele której stał sufragan bp Mikołaj Świrski i po wysłuchaniu świadków uznawał prawdziwość objawień.
Zmarł 17 czerwca 1657 r. na Węgrzech.